# Jane Jensen
Jane Jensen – pisarka i autorka scenariuszy do gier przygodowych, autorka scenariuszy m.in. do cyklu Gabriel Knight oraz autorka noweli Judgement Day i Dante's Equation. W jej pracach mieszają się motywy nauki, historii i mistycyzmu.
Jane Jansen urodziła się 28 stycznia 1963 roku w Palmerston, Pensylwania, USA jako Jane Elizabeth Smith. Była najmłodsza z siedmiorga rodzeństwa. Po studiach komputerowych na Uniwersytecie Andersona w stanie Indiana, pracowała jako programistka dla Hewlett-Packard. W 1991 roku rozpoczęła współpracę z Sierra Entertainment, rozpocząwszy tym samym karierę w świecie gier przygodowych.
Pracowała nad scenariuszem Police Quest III: The Kindred i EcoQuest: The Search for Cetus, a po zaprojektowaniu King's Quest VI: Heir Today, Gone Tomorrow z Robertą Williams, samodzielnie stworzyła grę Gabriel Knight: Sins of the Fathers. Produkcja, posiadająca mroczny i mistyczny klimat, otrzymała tytuł gry roku 1994, między innymi w czasopismach Computer Gaming World's i Computer Game Review, a Consumer Electronics Show uznał ją „Best of Show” 1993.
Między 1993 a 1999 ukazały się jeszcze dwa tytuły z tej serii: The Beast Within: A Gabriel Knight Mystery (1995) i Gabriel Knight 3: Blood of the Sacred, Blood of the Damned (1999). W 2010 roku dtp entertainment wydało jej najnowszą grę Gray Matter.
W 1996 roku Jensen opublikowała powieść na podstawie pierwszej części Gabriel Knight, a w dwa lata później kolejną. W 1999 wydała swoją pierwszą nie adaptacyjną powieść zatytułowaną Millennium Rising, (później zmieniona na Judgment Day). Czwartą książkę, Dante's Equation, opublikowaną w 2003, nominowano do nagrody Philip K. Dick Award.
Obecnie Jane Jensen mieszka w Seattle ze swoim drugim mężem, kompozytorem Robertem Holmesem, który stworzył muzykę do serii Gabriel Knight i Gray Matter oraz jego córką Raleigh Holmes, liderką zespołu The Scarlet Furies, którego utwory wykorzystano w grze Gray Matter.